# Four à boulets

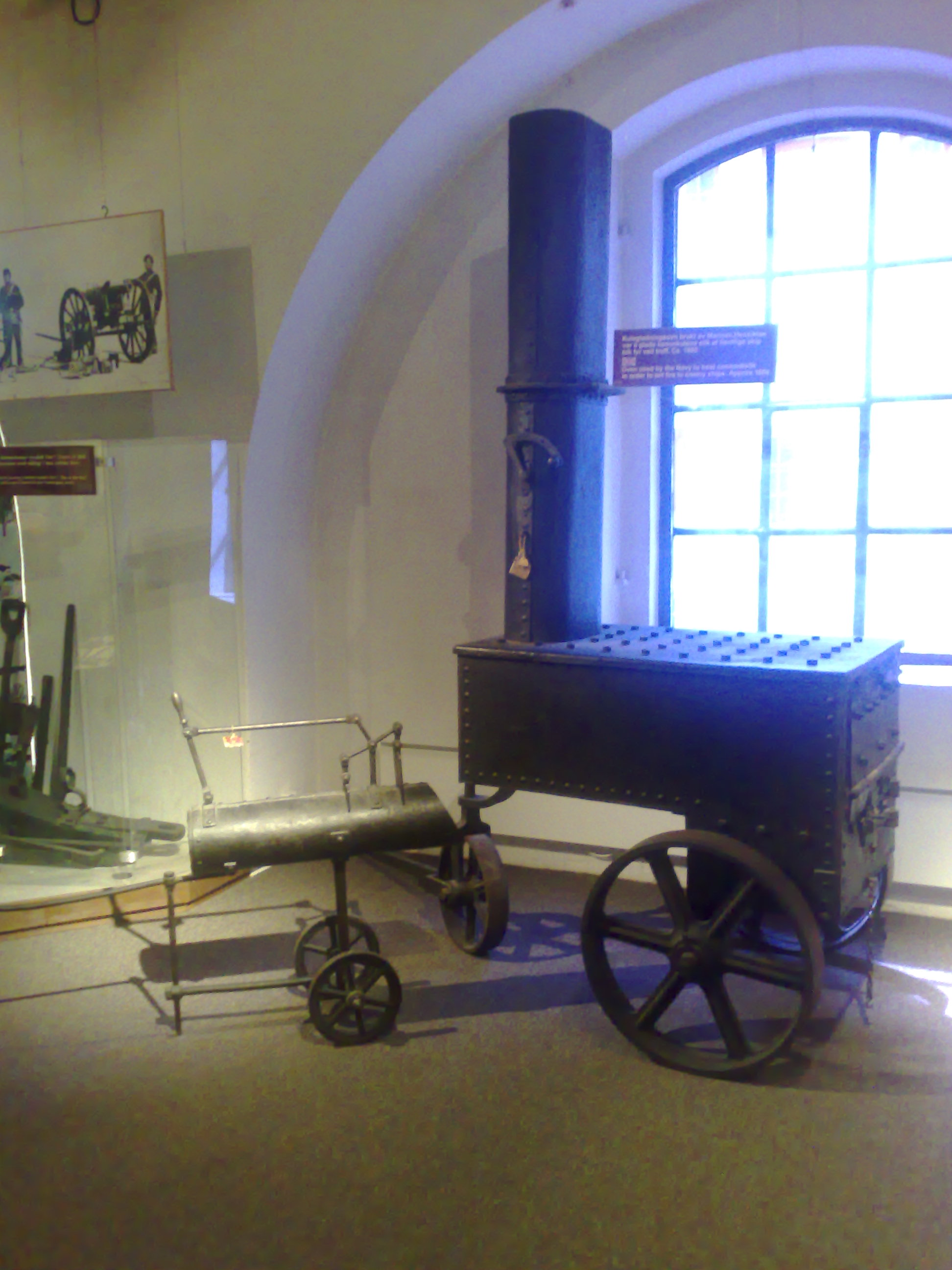
Four mobile, mis en œuvre par la Marine royale norvégienne pour porter au rouge des boulets (vers 1860).

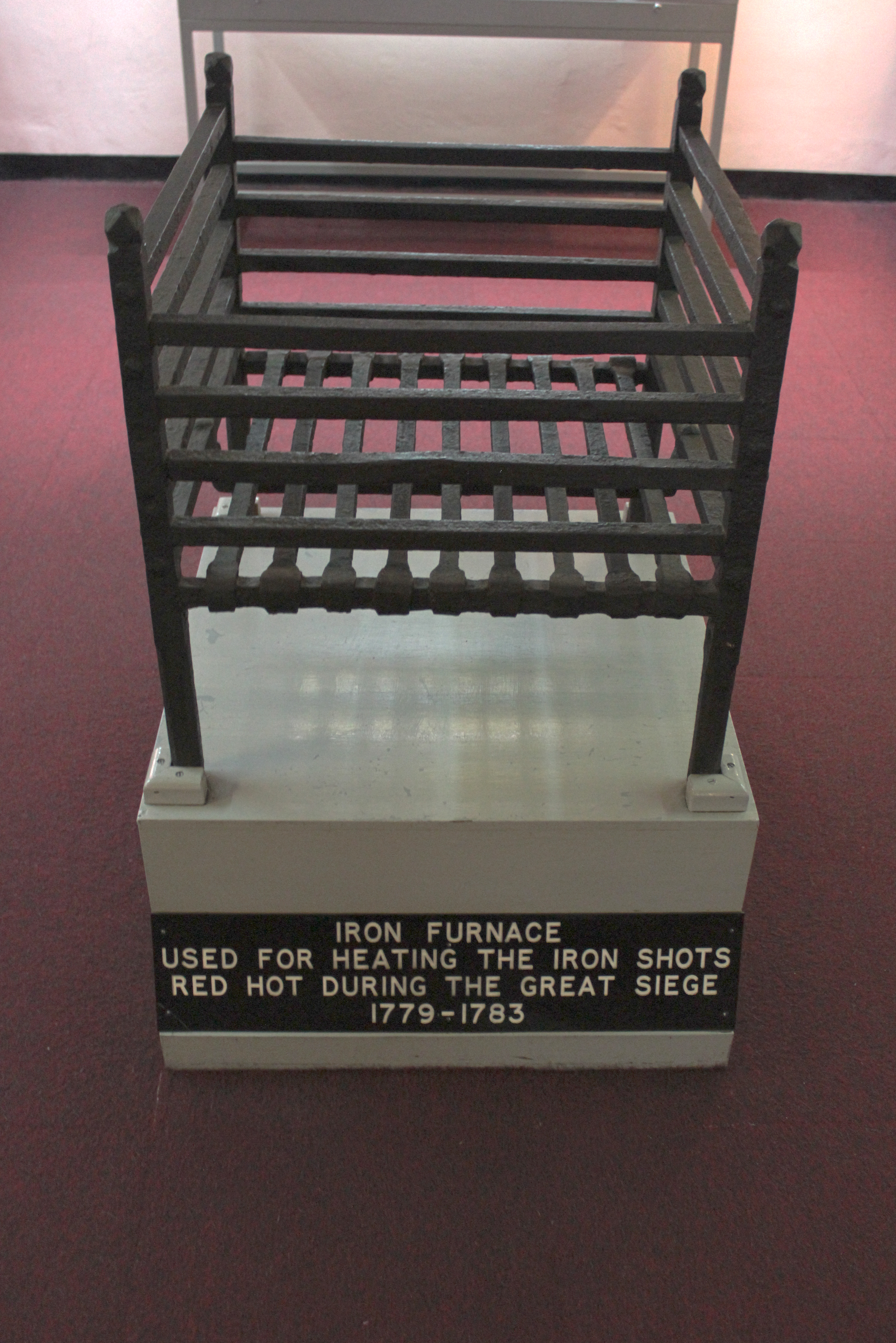
Four en métal pour chauffer les boulets pendant le siège de Gibraltar (1782).

Un four à boulets, ou four à rougir les boulets, est un équipement thermique militaire utilisé du XVIIe siècle au XIXe siècle pour chauffer au rouge les boulets servant de projectiles pour des canons contre des navires ou bâtiments construits en bois. 
Il est avéré que les propriétés incendiaires d'un boulet porté au rouge ont pu provoquer des incendies lors de certaines batailles au sol. Cependant la probabilité de détruire un bâtiment de cette manière était assez aléatoire.
Cette pratique était souvent mise en œuvre par des batteries côtières en raison du danger que représentait un four à bord d'un navire.
Elle pouvait dissuader les navires de s'approcher des côtes, plus par la menace qu'elle représentait que par son efficacité réelle, compte tenu de la faible précision de l'artillerie de l'époque. Au point que le général Bernadotte affirmait que la fumée d'un four à boulets aperçu au loin par un navire de guerre pouvait suffire pour le dissuader d'approcher des côtes.
Cette pratique ancienne n'a cessé qu'avec la construction de navires en acier dans la seconde moitié du XIXe siècle.

## Bref historique
Si on dépasse les usages antiques du feu grégeois, la première utilisation de boulets rouges remonte aux attaques du roi de Pologne Stephen Bathory contre les Russes à Polotsk en 1579.
- Pendant la guerre d'indépendance, les artilleurs américains et français détruisirent ainsi le vaisseau britannique de 44 canons HMS Charon pendant la bataille de Yorktown en 1781.
- En 1782, pendant le siège de Gibraltar, les Français et les Espagnols utilisèrent des prames, c'est-à-dire des batteries flottantes pour bombarder les défenses britanniques. Mais les artilleurs britanniques détruisirent à coups de boulets rouges ces batteries et tuant 719 marins.
- En 1792, les Autrichiens assiégeant Lille utilisèrent des boulets rouges contre la ville, ce qui fut considéré comme un crime de guerre par les Français.
- En 1801, après la bataille d'Algésiras, le navire britannique HMS Superb incendia deux navires espagnols qui finirent par exploser tuant 1 700 marins.
- En 1817, pendant les guerres séminoles, lors de la bataille de Fort Negro en Floride, l'arsenal du Fort Gadsden fut incendié tuant 270 personnes et en blessant un grand nombre d'autres[3].
- Une des dernières utilisations de boulets rouge date de la guerre de Sécession pendant le combat de Hampton Roads de 1862, quand le CSS Virginia (anciennement Merrimack) incendia le USS Congress.

## Les fours à boulets
La méthode originale pour chauffer des boulets était de les recouvrir de charbon de bois dans un grand feu. Ou de les chauffer sur des grilles métalliques placées au-dessus d'un feu de bois. Mais ces méthodes mettaient beaucoup de temps pour chauffer les boulets. Pendant la Révolution française les Français ont inventé le four à boulets pour réduire ce délai.
Les États-Unis ont construit des fours à boulets dans les fortifications côtières de leur deuxième système de défenses littorales juste avant la guerre de 1812.
Le colonel Jonathan Williams quitta son poste de commandant de l'Académie militaire des États-Unis pour construire des fortifications équipées de fours à boulets telles que le Fort Clinton et le Fort Williams sur le port de New York. Lorsque l'ingénieur général français Simon Bernard est venu aux États-Unis en 1816 à la tête du Conseil des fortifications, pour la construction des forts permanents pour défendre la côte des États-Unis, il a introduit le concept de fours à boulets de conception française. Les fortifications littorales construites entre 1817 et la guerre de Sécession, comme le Fort Macon, reçurent un ou plusieurs fours à boulets comme équipement standard.
Plusieurs géométries différentes ont été utilisées pour la construction des fours à boulets. C'étaient des structures de briques isolées des bâtiments proches, allant jusqu'à 10 m de long et 2,7 m de large. Ils étaient constitués généralement d'un tunnel incliné dans lequel on déposait les boulets sur des rigoles parallèles situées selon l'axe principal du tunnel. Les boulets étaient introduits dans la partie supérieure où se situait une cheminée pour évacuer l'air chaud et la fumée. Et ils roulaient vers la partie inférieure où se trouvait le foyer. Ils y étaient laissés pour atteindre une température de l'ordre de 800 à 900 °C, ce qui demandait selon le type de fours, entre vingt minutes et une heure et quart.
Quand les boulets étaient prélevés pour être tirés, les suivants roulaient pour prendre leur place et être chauffés de la même façon. Un grand four pouvait contenir 60 boulets. Trois hommes étaient nécessaires pour gérer le four. Des outils spéciaux métalliques, tels que des crochets et pinces à mâchoires circulaires étaient utilisés pour prélever les boulets brûlants, les nettoyer de toutes les scories et les transporter jusqu'à la batterie pour être tirés.

## Chargement des boulets rouges dans les canons
Un grand soin devait être apporté au chargement des canons, pour éviter que le boulet brûlant ne fasse exploser la charge de poudre du canon.
Le sac de poudre explosive était en premier. Un double sac était ensuite mis en place pour éviter des fuites de grains de poudre. Un bouchon d'argile ou de tissu humide était ensuite introduit avant le boulet rouge.
Une pratique courante était d'utiliser une charge réduite de poudre. Dans le but que le boulet se loge dans la coque du navire visé pour l'incendier plutôt que de pénétrer à l'intérieur.

## Sur les navires
De tels équipements ont aussi été installés sur des navires, en dépit des risques encourus.
Par exemple, les frégates françaises de classe Romaine (1794) en étaient équipées. Cependant, les résultats n'étaient pas concluants.
De même, le USS Constitution disposait d'un tel four en 1813.

## Aujourd'hui
Actuellement il reste en France les vestiges de neuf anciens fours à boulets, notamment dans l'enceinte du Fort-la-Latte et à la pointe d'Erquy et à la pointe du Roselier (Plérin) en Bretagne. Ou encore sur les îles de Lérins (Sainte-Marguerite et Saint-Honorat) au large de Cannes.
Il en existe aussi dans des forts conservés aux États-Unis.

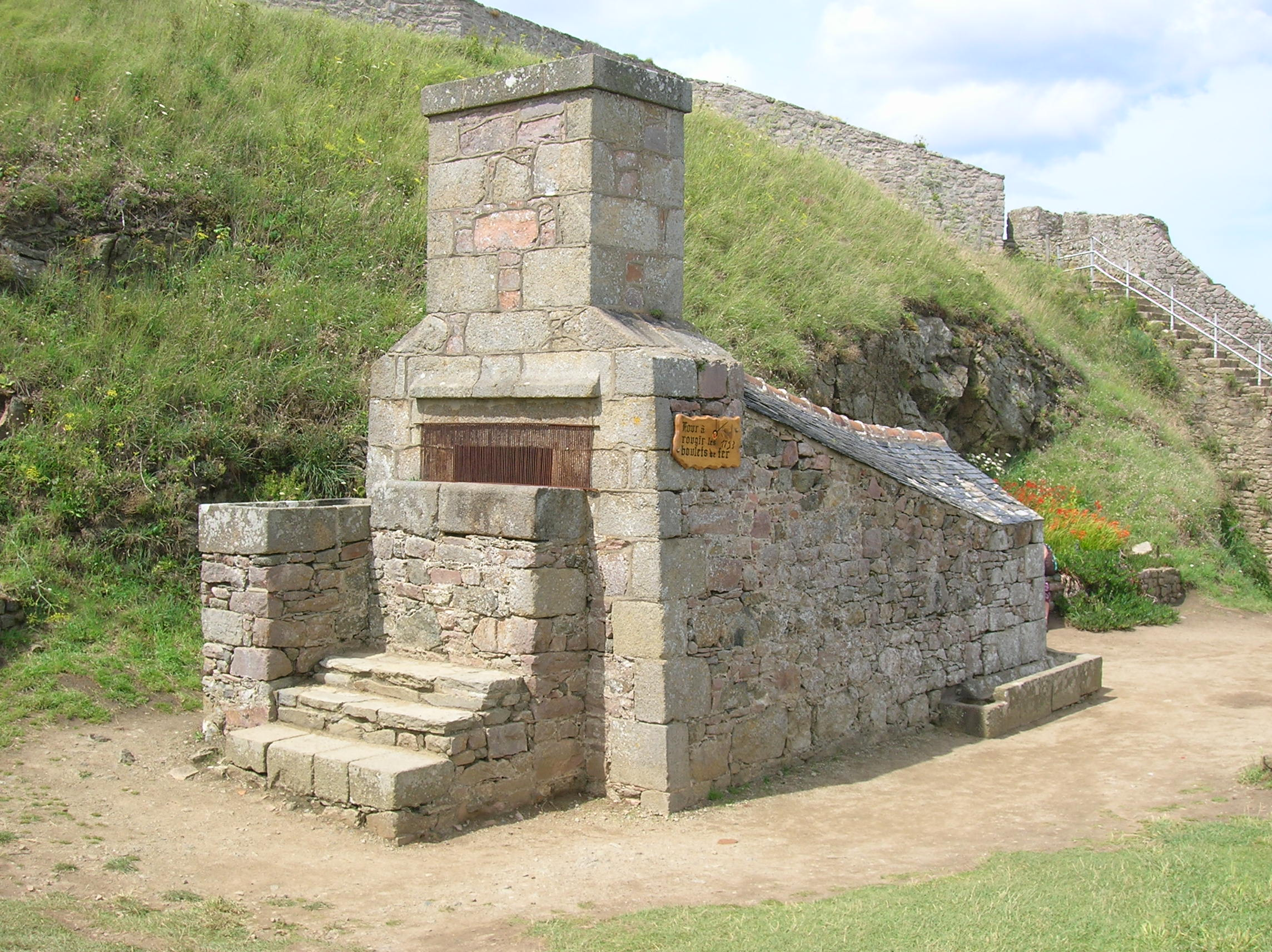
Fort-la-Latte, France.
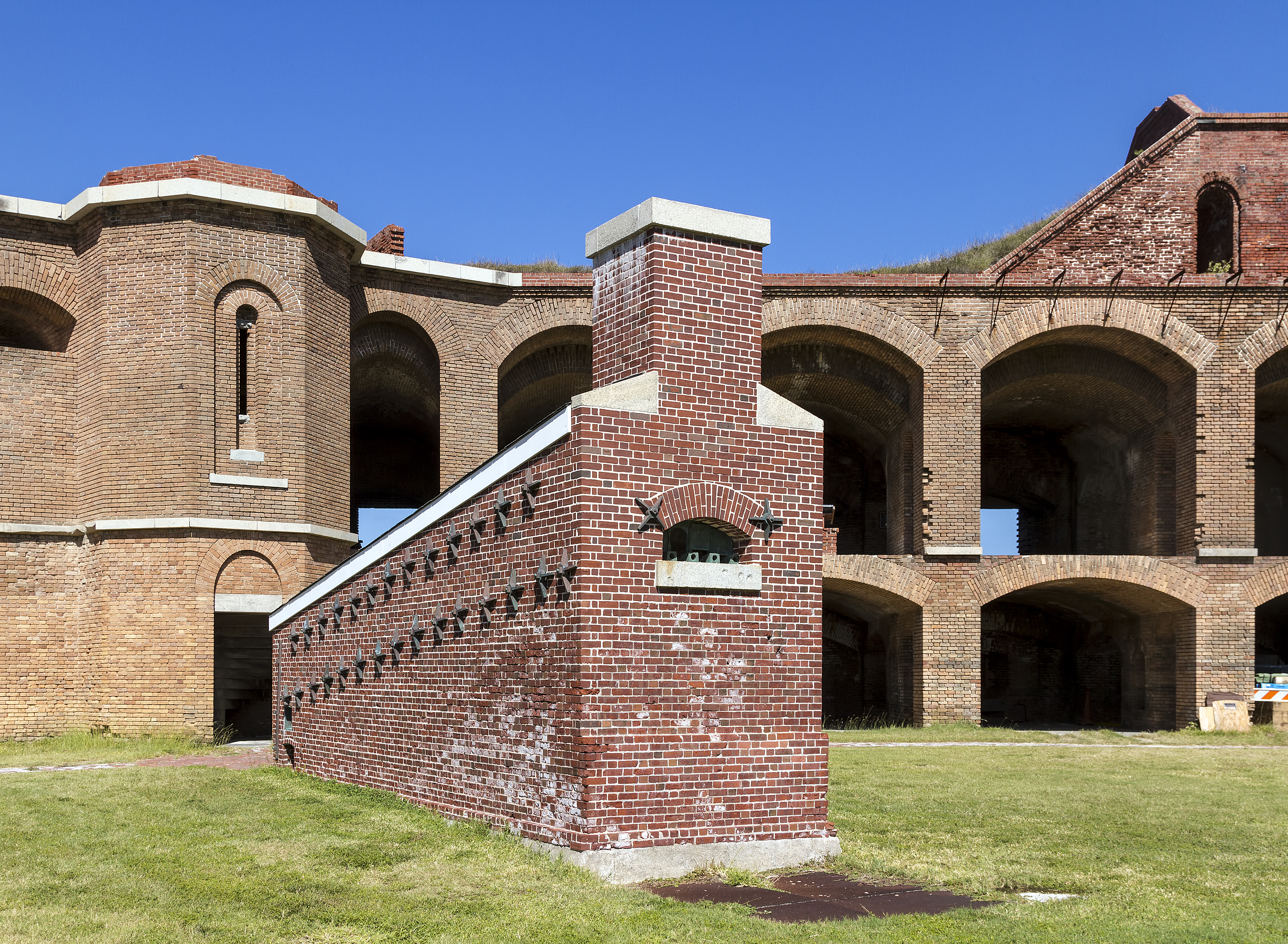
Fort-Jefferson, Floride, États-Unis.
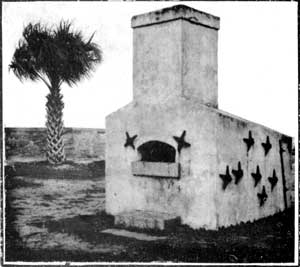
Fort-Marion, Floride, États-Unis.
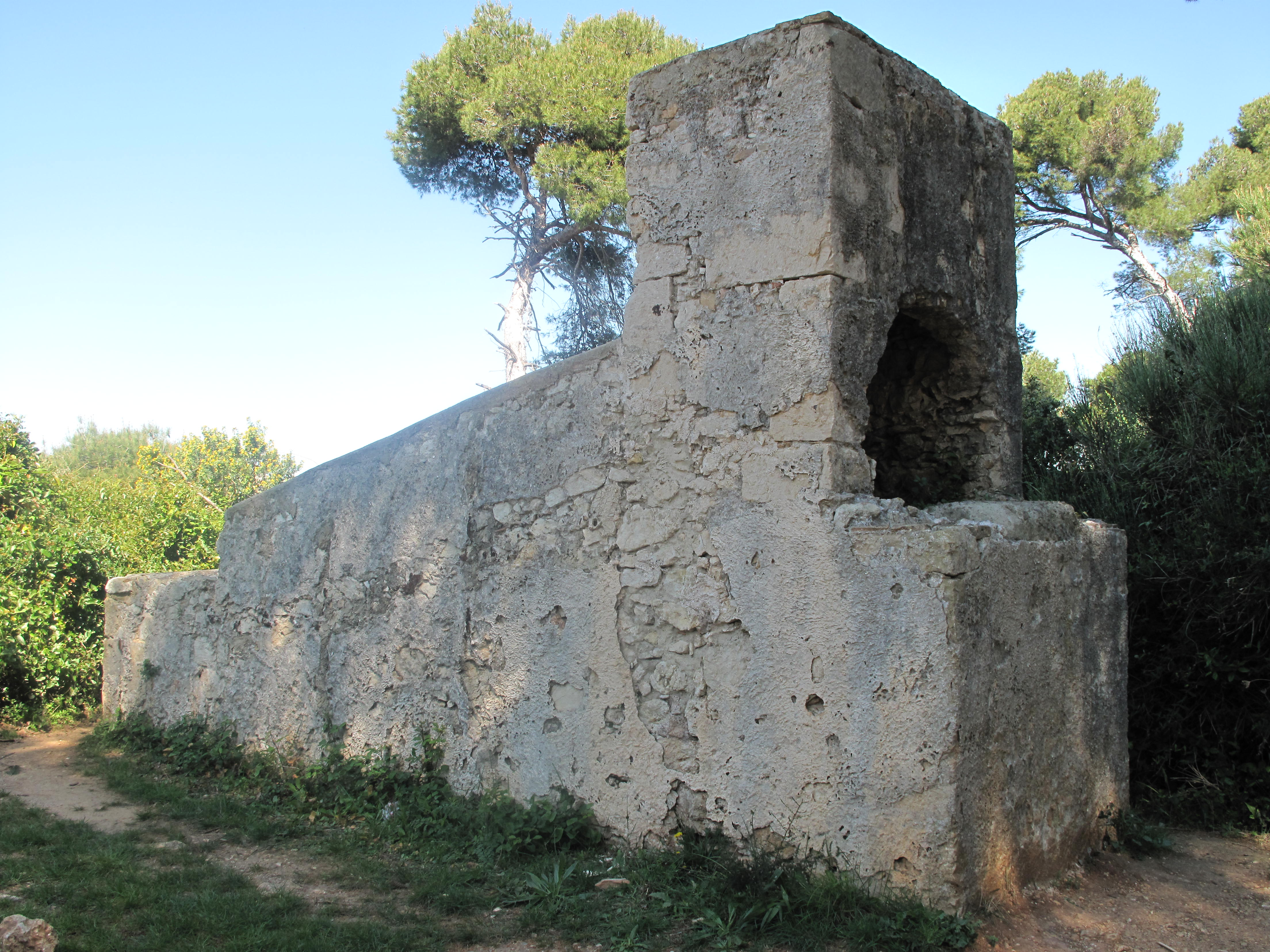
Île Saint-Honorat, France.
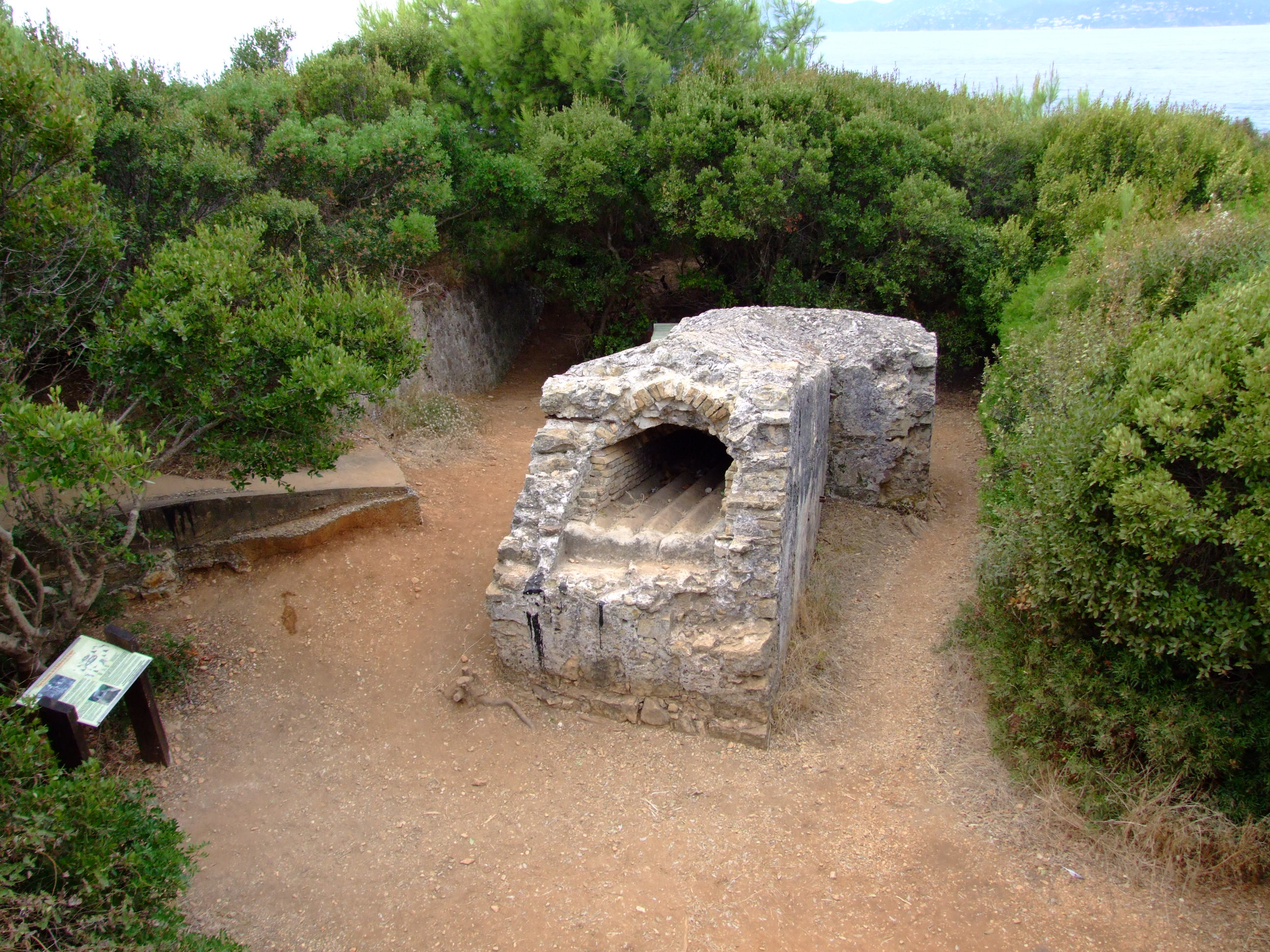
Île Sainte-Marguerite, France.

## Expression
L'expression « tirer à boulets rouges » tire son origine de cet équipement.

## Source
- (en) Cet article est partiellement ou en totalité issu de l’article de Wikipédia en anglais intitulé « Heated shot » (voir la liste des auteurs).